# Disturbo ossessivo-compulsivo di personalità
Il disturbo ossessivo-compulsivo di personalità, detto anche disturbo anancastico di personalità o disturbo della personalità ossessiva (in inglese OCPD, obsessive compulsive personality disorder), è un disturbo di personalità caratterizzato da un complesso di risposte rigide della personalità, comportamenti e sentimenti che si manifestano in più ambiti e si raccolgono perlopiù in questi insiemi: 
- Tendenza a conformarsi a procedure, abitudini o regole in modo eccessivo e non flessibile
- Occorrenza di pensieri o comportamenti ripetitivi
- Costante perfezionismo

La personalità ossessiva manifesta un senso di ansia quando le procedure vengono alterate o gli standard tendenti al perfezionismo non sono soddisfatti. Vi è spesso un atteggiamento generale di inflessibilità di giudizio (talvolta – ma non sempre – moralismo), desiderio di ordine e fedeltà alla routine, inquietudine. Un tratto caratteristico osservabile è il perfezionismo. I meccanismi di difesa dell'Io tipici della personalità ossessiva sono l'annullamento, la rimozione, la formazione reattiva, l'isolamento dall'affetto e l'intellettualizzazione.
Il disturbo ossessivo-compulsivo di personalità è tra i disturbi di personalità più comuni. Risulta anche che sia il disturbo della personalità più diffuso negli Stati Uniti d'America, con una stima che va dal 2 all'8% nella popolazione generale.

## Eziologia

### Base genetica e teoria ambientale
Alcune ricerche condotte all'interno di stessi nuclei familiari hanno portato alla luce una forte correlazione genetica nella manifestazione del disordine ossessivo-compulsivo di personalità (come era stato anche per il disordine ossessivo-compulsivo) dovuta probabilmente ad una particolare forma del gene DRD3 (e quindi anche della proteina da esso configurata, ovvero il ricettore per la dopamina D3). Tuttavia tutte le ricerche finora effettuate hanno dimostrato come sia impossibile (almeno attualmente) spiegare la nascita del disturbo ossessivo-compulsivo di personalità esclusivamente su base genetica. Bambini nati con una predisposizione genetica possono non sviluppare mai i tratti tipici della patologia. Molto dipende infatti dal contesto in cui i bambini crescono.
Questo contesto include eventi traumatici durante l'infanzia, come ad esempio maltrattamenti fisici, emotivi, abuso sessuale, o altri traumi psicologici. Secondo la psicologia ambientale il disturbo ossessivo-compulsivo di personalità è un comportamento appreso. Le persone sviluppano il DOCP nel copiare gli altri durante l'infanzia. Il DOCP si sviluppa grazie a un contatto costante durante l'infanzia tra il bambino e persone (ad esempio genitori o insegnanti) che attuano un comportamento rigido, di controllo, che manifestano un comportamento ossessivo nel tenere il bambino sotto controllo. È relativamente frequente la presenza di DOCP negli adulti con una storia di Disturbo da Deficit di Attenzione e Iperattività (ADHD)

### Secondo il modello freudiano
In Carattere ed erotismo anale (1908) Sigmund Freud osservò una forma di rigidità della personalità dai tratti ossessivi-compulsivi che ricevette il nome di "carattere anale" o "anale-accumulatore". Nella teoria psicoanalitica, i tratti ansiosi e ossessivi presenti nell'OCPD e nei casi di nevrosi ossessive sono collegati ad esperienze negative subite dal soggetto in età infantile riguardo al controllo dello sfintere. Il carattere di personalità ossessivo-compulsiva viene correlato alla cosiddetta ritentività anale, una modalità che porta a comportamenti basati sull'ordine, la parsimonia e l'ostinazione, oltre che alla creazione di un sistema di difese dove prevale il "controllo" e trattenimento del sé rispetto all'ambiente, indice di un Super-Io rigido e oppressivo. Anche la libido del carattere anale sarebbe fissata, dall'infanzia, a uno stadio incompleto di sviluppo, e l'interesse sessuale focalizzato sulla zona anale.

## Diagnosi

### Diagnosi secondo il criterio DSM-IV-TR
La classificazione ufficiale del DSM-IV-TR prevede la presenza di almeno quattro dei seguenti sintomi:
1. Preoccupazione eccessiva per le liste, i dettagli e l'organizzazione a discapito dell'obiettivo generale
2. Perfezionismo che interferisce con la riuscita di un lavoro in tempi rapidi
3. Eccessiva dedizione al lavoro (non giustificata da necessità economiche) con conseguente riduzione del tempo dedicato ad attività ricreative
4. Incapacità a gettare oggetti vecchi o inutili, anche quando privi di valore affettivo
5. Inflessibilità su posizioni etiche e/o morali (non giustificate dall'appartenenza politica o religiosa)
6. Riluttanza a delegare compiti o a lavorare in gruppo
7. Stile di vita eccessivamente parsimonioso sia verso se stessi che verso gli altri
8. Rigidità e testardaggine

### Diagnosi secondo il criterio ICD-10
La classificazione dell'ICD-10 (nel quale il disturbo viene chiamato in inglese Anankastic personality disorder, "Disturbo anancastico della personalità") prevede la presenza di almeno quattro dei seguenti sintomi:
1. Eccesso di indecisione e prudenza
2. Preoccupazione verso dettagli, regole, liste, ordine e organizzazione a discapito dello scopo generale dell'attività
3. Perfezionismo che interferisce con la riuscita di un lavoro
4. Scrupolosità e responsabilità eccessive
5. Dedizione al lavoro e alla produttività con conseguente svalutazione delle attività ricreative e delle relazioni interpersonali
6. Eccessiva pedanteria e adesione alle convenzioni sociali
7. Rigidità e ostinazione
8. Necessità di controllo costante ed esigenza che gli altri agiscano esattamente secondo le disposizioni del soggetto

### Diagnosi differenziale con il Disturbo Ossessivo-Compulsivo
È importante non confondere il disturbo di personalità ossessivo-compulsivo (OCPD) con il disturbo ossessivo-compulsivo (OCD). Quest'ultimo è una patologia completamente diversa e indipendente. Il disturbo ossessivo-compulsivo consiste in sintomi eclatanti legati al bisogno o desiderio di compiere azioni rituali, o ripetitive, in modo quasi automatico (come lavarsi le mani o toccare oggetti). Invece i soggetti affetti da disturbo di personalità ossessivo-compulsivo non hanno – salvo i casi di co-morbilità – nessun problema di questo tipo. Inoltre, il disturbo ossessivo-compulsivo è egodistonico - cioè il paziente si lamenta del problema e vorrebbe liberarsi dei sintomi - mentre il disturbo di personalità ossessivo-compulsivo è egosintonico: la persona identifica certi suoi bisogni e desideri proprio con il soddisfacimento dei sintomi ossessivi e li considera parte di sé (tendendo quindi spesso a cercare di cambiare l'"ambiente" piuttosto che se stesso/a).

### Diagnosi differenziale
- Disturbo ossessivo-compulsivo
- Disturbo evitante di personalità
- Disturbo schizoide di personalità
- Sindrome di Asperger
- Disturbo narcisistico di personalità
- Attacchi di panico
- Agorafobia
- Fobia sociale
- Ipocondria
- Depressione

### Disturbo di personalità e stile di personalità ossessivo-compulsivo
Il disturbo ossessivo-compulsivo di personalità non deve essere confuso con un semplice stile di vita orientato alla precisione e all'ordine o con tratti ossessivi-compulsivi. Sebbene questi sintomi facciano parte della popolazione adulta affetta da DOCP, il disturbo di personalità viene considerato tale solo quando impedisce al soggetto di condurre una vita regolare, o per eccessivo spreco di tempo (più di un'ora al giorno) o quando compromette il normale svolgersi delle attività quotidiane, siano esse sociali e/o lavorative oppure ancora quando i sintomi siano fonte di marcata sofferenza per il paziente.

## Sintomi e manifestazioni

### Sintomatologia principale
Il soggetto con una personalità ossessiva-compulsiva ha uno stile prudente e perfezionista che manifesta costantemente buona parte (o la totalità) dei seguenti caratteri:
- Perfezionismo
- Ossessione riguardo alle liste e all'organizzazione
- Eccessiva dedizione al lavoro
- Preoccupazione eccessiva per l'ordine, la pulizia e il controllo di spazi e ambienti
- Mania del controllo sulle persone, che rende le relazioni familiari e d'amicizia difficili e pesanti
- Ansia immotivata in situazioni divergenti dalla routine del soggetto
- Attenzione eccessiva ai dettagli
- Autocommiserazione o colpevolizzazione eccessiva in caso di errori secondari o anche futili
- Timore eccessivo delle critiche, anche se costruttive
- Pessimismo
- Razionalizzazione eccessiva dei sentimenti (visti come una perdita di controllo) che porta a vivere gli affetti in modo limitato
- Incapacità di esprimere direttamente la rabbia e/o comportamenti passivo-aggressivi
- Difficoltà a lavorare in gruppo o a delegare compiti ad altri
- Stile di vita improntato alla parsimonia. Il denaro è visto non come fonte di piacere ma come protezione, da accumulare in caso di disgrazie o problemi futuri.
- Tendenza all'accumulo di oggetti, anche se privi di valore economico e/o affettivo
- Inflessibilità su posizioni etiche, politiche, religiose e/o morali
- Rigidità e difficoltà ad adeguarsi ai cambiamenti

### Sintomatologie di contorno
I soggetti affetti da OCPD non presentano un'emotività ridotta come i soggetti affetti da disturbo schizoide di personalità, tuttavia tendono a un forte controllo delle emozioni. In modo più o meno conscio ritengono l'affettività e le emozioni una perdita del controllo dell'Io. Le emozioni represse si accumulano senza la possibilità di essere sfogate o vissute apertamente, ciò provoca stati di sofferenza. Le più frequenti emozioni negative nei soggetti ossessivo-compulsivi sono:
- l'ansia dovuta ad una mancanza di ordine, di controllo o di impostazione "approvata";
- la rabbia può seguire alle critiche e disapprovazione frequenti, che il soggetto attira su di sé per l'approccio interpersonale rigido;
- la frustrazione per non aver portato a termine un compito o per non aver raggiunto gli standard autoimposti;
- l'invidia nei confronti di persone che, pur non seguendo il metodo "corretto", ottengono risultati e riconoscimenti migliori.

Poiché esprimere pubblicamente la rabbia è considerato inaccettabile da questi soggetti, essi aumentano ogni volta gli sforzi per reprimerla, creando un circolo vizioso a livello emotivo. Possono mostrarsi eccessivamente zelanti ed ossequiosi nei confronti dei superiori e ipercritici e controllanti nei confronti dei sottoposti. Sebbene siano convinti di avere standard morali più elevati degli altri, a differenza dei soggetti affetti da disturbo narcisistico di personalità, si sforzano di apparire sempre posati e modesti, evitando di mostrare orgoglio o altezzosità. Questo è dovuto alla loro paura di sbagliare e di essere rimproverati per i loro errori.

## Diffusione e comorbilità
L'OCPD affligge più gli uomini che le donne (rapporto 2:1) e si manifesta all'inizio dell'età adulta per poi raggiungere l'apice fra i 40 e i 50 anni. È possibile trovare anche degli adolescenti con uno stile di vita incline a sviluppare un simile disturbo.
Sebbene il forte senso di obbligazione morale impedisca al soggetto di sviluppare delle dipendenze da sostanze (a differenza di quanto avviene in altri disturbi di personalità), l'OCPD conduce spesso alla depressione e all'esaurimento nervoso, e generalmente dissipa gran parte delle energie vitali del soggetto. Il disturbo ha la caratteristica di presentarsi spesso insieme ad altri disordini nervosi, soprattutto di natura ansiosa o fobica quali disturbo ossessivo-compulsivo, ipocondria, agorafobia. Inoltre, il disturbo di personalità ossessivo-compulsivo - caratterizzato da un pattern di perfezionismo - ha una tendenza specifica alla comorbilità con disordini legati al narcisismo, talvolta anche con il grado di disturbo narcisistico di personalità.